# Карпентерия
Карпентерия (лат. Carpenteria) — монотипный род деревянистых растений семейства Гортензиевые (Hydrangeaceae). Включает единственный вид — Карпентерия калифорнийская (Carpenteria californica).
Род назван в честь американского ботаника Уильяма Карпентера.

## Ботаническое описание
Вечнозелёный кустарник, 1—3 (4) м высотой. Цветёт очень красивыми, душистыми, крупными белыми цветками. В середине цветка находится подушечка из множества тычинок золотистого цвета. Каждый цветок состоит из 5 округлых, белых лепестков.

## Распространение
Эндемик центральных и южных предгорий хребта Сьерра-Невада, на высоте 300—1500 м над уровнем моря, между реками Кингс и Сан-Хоакин (округ Фресно, штат Калифорния, США).

## Хозяйственное значение и применение
Декоративное красивоцветущее растение. Предпочитает солнечное, защищённое от ветра место. Растёт на любой нетяжёлой почве. Размножается отводками или зелёными черенками в холодном парнике летом.